# Municipio de Scovil
El municipio de Scovil (en inglés: Scovil Township) es un municipio ubicado en el condado de Jones en el estado estadounidense de Dakota del Sur. En el año 2010 tenía una población de 21 habitantes y una densidad poblacional de 0,23 personas por km².

## Geografía
El municipio de Scovil se encuentra ubicado en las coordenadas 43°57′32″N 100°53′42″O / 43.95889, -100.89500. Según la Oficina del Censo de los Estados Unidos, el municipio tiene una superficie total de 92.53 km², de la cual 92,41 km² corresponden a tierra firme y (0,13 %) 0,12 km² es agua.

## Demografía
Según el censo de 2010, había 21 personas residiendo en el municipio de Scovil. La densidad de población era de 0,23 hab./km². De los 21 habitantes, el municipio de Scovil estaba compuesto por el 95,24 % blancos, el 4,76 % eran amerindios. Del total de la población el 0 % eran hispanos o latinos de cualquier raza.